# Сухопутные войска Венесуэлы
Сухопутные войска Венесуэлы (исп. Ejército Bolivariano) — являются одним из видов вооружённых сил Боливарианской Республики Венесуэла.

## История
В 1967 году численность сухопутных войск составляла 10 тыс. человек, они включали 12 пехотных батальонов, кавалерийский полк, два танковых батальона, артиллерийские и инженерные подразделения.

## Организация

### Командования
Главное командование сухопутных войск (исп. Comando General del Ejército)
Учебное командование сухопутных войск (исп. Comando de Educación del Ejército)
Командование материально-технического обеспечения сухопутных войск (исп. Comando Logístico del Ejército)
Командование авиации сухопутных войск (англ. Comando de Aviación del Ejército)

### Дивизии
1-я пехотная дивизия (исп. 1ra División de Infantería)
2-я пехотная дивизия (исп. 2da División de Infantería)
3-я пехотная дивизия (исп. 3ra División de Infantería)
4-я танковая дивизия (исп. Maracay. Aragua)
5-я лесная пехотная дивизия
9-я моторизированная кавалерийская дивизия (исп. 9na División de Caballeria y Hipomovil)

### Корпуса
6-й инженерный корпус

### Бригады
42-я парашютная пехотная бригада (исп. 42 Brigada de Infantería Paracaidista)

## Боевой состав
| Обозначение формирования или части                     | Вооружение и оснащение                                      | Место расположения                                                                                          |
| ------------------------------------------------------ | ----------------------------------------------------------- | --- |
| 1ra División de Infantería                             |                                                             | |
| 11 Brigada Blindada/1ra Div                            | перевооружается на Т-72Б1В, БМП-3                           | |
| 14 Brigada de Infanteria Mecanizada/1ra Div            | перевооружается на БМП-3, БТР-80                            | |
|                                                        |                                                             | |
| 2da División de Infantería                             |                                                             | San Cristóbal. Táchira                                                                                      |
| 25 Brigada de Infanteria Mecanizada/2da Div            | перевооружается на БМП-3, БТР-80                            | La Fría |
| 21 Brigada de Infantería                               |                                                             | San Cristóbal                                                                                               |
| 22 Brigada de Infantería                               |                                                             | Mérida |
| 3ra División de Infantería                             |                                                             | |
| 31 Brigada de Infanteria Mecanizada/3ra Div            | перевооружается на БМП-3, БТР-80                            | |
| 4 ta. Division de Infanteria                           | Преобразуется в 4-ю бронетанковую                           | |
| 41 Brigada Blindada/4 ta Div                           | перевооружается на Т-72Б1В, БМП-3                           | Получила первые Т-72Б1В и БМП-3 в ноябре 2010. БМП поступили во 2-й механизированный кавалерийский батальон |
| 44 Brigada Blindada/4 ta Div                           | перевооружается на Т-72Б1В, БМП-3                           | |
| 11 Brigada Blindada                                    | AMX-30B1, AMX-13M51/C.90, AMX-13VTT и AMX-13 F3             | |
| 9na División de Infantería                             |                                                             | |
| 91 Brigada de Infanteria Meanizada e hipomovil/9na Div | перевооружается на БТР-80                                   | |
| 43 Brigada de Artillería                               | РСЗО БМ-21 "Град", ожидается поступление РСЗО БМ-30 "Смерч" | San Juan de los Morros, estado Guárico                                                                      |
|                                                        |                                                             | |

## Перспективы развития
В соответствии с планами реформирования вносятся следующие изменения:

— 14-я механизированная бригада 1-й пехотной дивизии (штаб в Maracaibo, Zulia state) передислоцируется в западные районы страны ближе к границам с Колумбией

— 53-я лесная пехотная бригада 5-й лесной пехотной дивизии разворачивается в полный 5-батальонный штат без смены дислокации

— 49-я бригада ПВО сухопутных войск переразворачивается под новые ЗРК российского производства (тип ЗРК не заявлен)

— 11-я пехотная бригада (Fort Mara. Zulia) 1-й пехотной дивизии переразвертывается в качестве 11-й бронетанковой бригады с перевооружением на российские танки

— 44-я бронекавалерийская бригада (San Juan de los Morros Guarico) 4-й бронетанковой дивизии (Maracay. Aragua) переформируется в 43-ю артиллерийскую бригаду

— 41-я бронетанковая бригада (41 Brigada Blindada) перевооружается на Т-72Б1В, БМП-3 и БТР-80А

— 25-я бронетанковая бригада (25 Brigada Blindada) перевооружается на Т-72Б1В, БМП-3 и БТР-80А

— 9-я моторизованная дивизия сохраняет в своем составе одну механизированную бригаду

— 1-я и 2-я пехотные дивизии по новому расписанию располагают одной танковой бригадой каждая, с одновременным перевооружением на Т-72Б1В, БМП-3 и БТР-80, средства ПВО, управления, артиллерию

— Все бронетанковые бригады приведены к единому штату с развертыванием четвертых батальонов на БМП-3. Основной танки по штату — Т-72Б1В, до поступления в достаточном количестве новых танков используются также старые AMX-30
Первым соединением, перешедшим в 2010 г. на новое штатное расписание, стала 41-я бронетанковая бригада (с передислокацией из Форт-Мара, Zulia в Maracay, Aragua). Первая партия из 35 Т-72Б1В предназначается для 414-го танкового батальона этой бригады (ранее вооружался AMX-13C.90).
Помимо танков, соединение получает ЗУ-23-2, самоходные орудия 2С23 «Нона-СВК», БМП-3 и БТР-80А для мотопехотных батальонов.

Следующим соединением, подлежащим в 2010 г. переводу на новое вооружение, является 31-я пехотная бригада (г. Каракас), один из её батальонов станет танковым и еще один — мотопехотным. Бригада также получит БМП-3, БТР-80А и прочие соответствующие средства.

В 2011 году процесс переоснащения соединений сухопутных войск продолжен. Помимо техники, вооружения и имущества указанных выше, поступают или поступят средства для оснащения 43-й артиллерийской бригады (в частности РСЗО 9К58), 49-й бригады ПВО (С-300, данные по модификации разнятся, предположительно ПМУ-1); поступают также РСЗО БМ-21 и САУ 2С19 «Мста-С» для артиллерийских батальонов линейных бригад.
В 2013 году было решено в течение двух лет, провести ремонт и модернизации 300 единиц бронетехники (танки AMX-30V, AMX-13C90, «Скорпион 90», КШМ FV105 «Султан», БРЭМ FV106 «Самсон», бронемашины AMX-13VTT, TPz-1/YV-83 «Фукс», V-100/V-150 «Коммандо», «Драгун», и 155-мм САУ AMX-13 Mle F.3.).

## Вооружение и военная техника
| Фото                                                            | Тип                            | Описание                                                             | Количество    | Примечания                                                                                 |              |
| Бронетехника                                                    | Бронетехника                   | Бронетехника                                                         | Бронетехника  | Бронетехника                                                                               | Бронетехника |
| --------------------------------------------------------------- | ------------------------------ | -------------------------------------------------------------------- | ------------- | ------------------------------------------------------------------------------------------ | ------------ |
|                                                                 | AMX-30V                        | Основной боевой танк                                                 | 81            | По состоянию на 2016 год                                                                   |              |
|                                                                 | Т-72Б1В                        | Основной боевой танк                                                 | 92            | По состоянию на 2017 год, поставлены из наличного запаса МО РФ без КУРВ. Опцион до 150 ед. |              |
|                                                                 | AMX-13C.90                     | Лёгкий танк                                                          | 31            | По состоянию на 2016 год                                                                   |              |
|                                                                 | Scorpion 90FV-101              | Лёгкий танк                                                          | 78            | По состоянию на 2016 год                                                                   |              |
|                                                                 | БМП-3М                         | Боевая машина пехоты                                                 | > 100         | По состоянию на 2016 год                                                                   |              |
|                                                                 | AMX-VCI                        | Боевая машина пехоты                                                 | 25            | По состоянию на 2013 год                                                                   |              |
|                                                                 | Dragoon 300-90                 | Бронетранспортёр                                                     | > 100         | По состоянию на 2014 год                                                                   |              |
|                                                                 | БТР-80А                        | Бронетранспортёр                                                     | 114           | По состоянию на 2016 год                                                                   |              |
| Бронированные командно-штабные машины и разведывательные машины |                                |                                                                      |               |                                                                                            |              |
|                                                                 | БМП-3К                         | Командирская боевая машина пехоты                                    | н.д.          | По состоянию на 2016 год                                                                   |              |
|                                                                 | AMX-PC                         | Командно-штабная машина                                              | 12            | По состоянию на 2013 год                                                                   |              |
|                                                                 | 1В152 «Капустник-Б»            | Командно-наблюдательный пункт                                        | 4             | По состоянию на 2011 год                                                                   |              |
|                                                                 | Dragoon 300                    | Боевая разведывательная машина                                       | 42            | По состоянию на 2013 год                                                                   |              |
|                                                                 | V-100 V-150                    | Боевая разведывательная машина                                       | 79            | По состоянию на 2013 год                                                                   |              |
|                                                                 | TPz 1 Fuchs CBRN               | Машина химической, биологической, радиологической и ядерной разведки | 10            | По состоянию на 2016 год                                                                   |              |
| Самоходная артиллерия                                           |                                |                                                                      |               |                                                                                            |              |
|                                                                 | AMX-13 F3 AM                   | 155-мм САУ                                                           | 12            | По состоянию на 2013 год                                                                   |              |
|                                                                 | 2C19 «Мста-С»                  | 152-мм САУ                                                           | 48            | По состоянию на 2017 год                                                                   |              |
|                                                                 | 2С23 «Нона-СВК»                | 120-мм САУ                                                           | 13            | По состоянию на 2016 год                                                                   |              |
|                                                                 | Dragoon 300PM                  | 81-мм самоходный миномёт                                             | 21            | По состоянию на 2013 год                                                                   |              |
|                                                                 | AMX-VCPM de 81                 | 81-мм самоходный миномёт                                             | н/д           | По состоянию на 2013 год                                                                   |              |
|                                                                 | M18 «Хеллкет»                  | 76-мм самоходная артиллерийская установка                            | 75            | По состоянию на 2013 год                                                                   |              |
| Системы залпового огня                                          |                                |                                                                      |               |                                                                                            |              |
|                                                                 | 9А52 БМ-30 «Смерч»             | 300-мм РСЗО                                                          | 12            | По состоянию на 2016 год                                                                   |              |
|                                                                 | Китай SR-5                     | 220/122-мм РСЗО                                                      | 18 ПУ и 6 ТЗМ | По состоянию на 2016 год                                                                   |              |
|                                                                 | LAR-160                        | 160-мм РСЗО                                                          | 20            | По состоянию на 2016 год                                                                   |              |
|                                                                 | БМ-21 «Град»                   | 122-мм РСЗО                                                          | 24            | По состоянию на 2016 год                                                                   |              |
| Буксируемая артиллерия                                          |                                |                                                                      |               |                                                                                            |              |
|                                                                 | M114                           | 155-мм гаубица                                                       | 12            | По состоянию на 2013 год                                                                   |              |
|                                                                 | OTO Melara Mod 56              | 105-мм гаубица                                                       | 40            | По состоянию на 2014 год                                                                   |              |
|                                                                 | M101A1                         | 105-мм гаубица                                                       | 48            | По состоянию на 2016 год                                                                   |              |
|                                                                 | 2С12 «Сани»                    | 120-мм миномёт                                                       | 48            | По состоянию на 2016 год                                                                   |              |
|                                                                 | MO-120-RT61                    | 120-мм миномёт                                                       | 60            | По состоянию на 2013 год                                                                   |              |
|                                                                 | Венесуэла                      | 81-мм миномёт                                                        | 165           | По состоянию на 2013 год                                                                   |              |
| Противотанковое вооружение                                      |                                |                                                                      |               |                                                                                            |              |
|                                                                 | MAPATS                         | 156-мм противотанковая управляемая ракета                            | 24            | По состоянию на 2016 год                                                                   |              |
|                                                                 | М40A1                          | 106-мм безоткатное орудие                                            | 175           | По состоянию на 2016 год                                                                   |              |
| Зенитные средства сухопутных войск                              |                                |                                                                      |               |                                                                                            |              |
|                                                                 | Mistral                        | Переносной зенитный ракетный комплекс                                | н/д           | [ 7 ]                                                                                      |              |
|                                                                 | «Игла-С»                       | Переносной зенитный ракетный комплекс                                | 200 ПУ        | По состоянию на 2010 год, 1800 ракет с ПНВ 1ПН72М «Маугли»                                 |              |
|                                                                 | RBS 70                         | Переносной зенитный ракетный комплекс                                | н/д           | По состоянию на 2013 год                                                                   |              |
|                                                                 | AMX-13M51 Ráfaga               | 40-мм Зенитная самоходная установка                                  | > 6           | По состоянию на 2013 год                                                                   |              |
|                                                                 | Bofors L70                     | 40-мм зенитное орудие                                                | н/д           | По состоянию на 2013 год                                                                   |              |
|                                                                 | / L60 / М1                     | 40-мм зенитное орудие                                                | 6             | По состоянию на 2013 год                                                                   |              |
|                                                                 | ЗУ-23/30М1-4                   | 23-мм зенитное орудие                                                | 200           | По состоянию на 2017 год                                                                   |              |
| Инженерные и специальные машины                                 |                                |                                                                      |               |                                                                                            |              |
|                                                                 | БРЭМ-Л                         | Бронированная ремонтно-эвакуационная машина                          | н/д           | По состоянию на 2011 год                                                                   |              |
|                                                                 | AMX-30D                        | Бронированная ремонтно-эвакуационная машина                          | 3             | По состоянию на 2016 год                                                                   |              |
|                                                                 | Dragoon 300RV                  | Бронированная ремонтно-эвакуационная машина                          | 2             | По состоянию на 2013 год                                                                   |              |
|                                                                 | FV106 Samson                   | Бронированная ремонтно-эвакуационная машина                          | н/д           | По состоянию на 2013 год                                                                   |              |
|                                                                 | 1В12-3 «Машина-М»              | Комплекс автоматизации управления огнём                              | н/д           | По состоянию на 2013 год                                                                   |              |
|                                                                 | Leguan                         | Мостоукладчик                                                        | н/д           | По состоянию на 2013 год                                                                   |              |
|                                                                 | AMX-VCTB                       | Санитарная машина                                                    | 8             | По состоянию на 2013 год                                                                   |              |
| Автотранспортные средства                                       |                                |                                                                      |               |                                                                                            |              |
|                                                                 | M35                            | Грузовой автомобиль 6×6                                              | н/д           | Выводятся из эксплуатации                                                                  |              |
|                                                                 | Урал-4320                      | Грузовой автомобиль 6×6                                              | н/д           |                                                                                            |              |
|                                                                 | NORINCO Beiben 2629            | Грузовой автомобиль 6×6                                              | 1230          | По состоянию на 2017 год                                                                   |              |
|                                                                 | IVECO 90PM16                   | Грузовой автомобиль 4×4                                              | н/д           |                                                                                            |              |
|                                                                 | MAN 20.280D                    | Грузовой автомобиль 4×4                                              | н/д           |                                                                                            |              |
|                                                                 | Урал-43206                     | Грузовой автомобиль 4×4                                              | н/д           |                                                                                            |              |
|                                                                 | Chevrolet Kodiak               | Грузовой автомобиль 4×4                                              | н/д           |                                                                                            |              |
|                                                                 | Урал-43206                     | Грузовой автомобиль 4×4                                              | н/д           |                                                                                            |              |
|                                                                 | HMMWV                          | Автомобиль повышенной проходимости 4×4                               | н/д           |                                                                                            |              |
|                                                                 | UR-53AR50 «Tiuna»              | Автомобиль повышенной проходимости 4×4                               | 310           | По состоянию на 2013 год                                                                   |              |
|                                                                 | Toyota Land Cruiser (J70)      | Автомобиль повышенной проходимости 4×4                               | 983           | По состоянию на 2013 год                                                                   |              |
|                                                                 | M151 MUTT                      | Автомобиль повышенной проходимости 4×4                               | 44            | По состоянию на 2010 год все находятся на хранении                                         |              |
|                                                                 | Steyr-Daimler-Puch «Пинцгауэр» | Автомобиль повышенной проходимости 4×4                               | 450           | По состоянию на 2013 год                                                                   |              |
|                                                                 | Bucher Mowag Duro              | Автомобиль повышенной проходимости 4×4                               | 61            | По состоянию на 2003 год                                                                   |              |
| Самолёты                                                        |                                |                                                                      |               |                                                                                            |              |
|                                                                 | PZL M28 Bryza                  | Лёгкий транспортный самолёт                                          | 8             | По состоянию на 2012 год                                                                   |              |
|                                                                 | IAI Arava 202                  | Лёгкий транспортный самолёт                                          | 11            | По состоянию на 2015 год                                                                   |              |
|                                                                 | Cessna 172                     | Самолёт общего назначения                                            | 1             |                                                                                            |              |
|                                                                 | Cessna 182N                    | Самолёт общего назначения                                            | 2             |                                                                                            |              |
|                                                                 | Cessna 206G                    | Самолёт общего назначения                                            | 1             |                                                                                            |              |
|                                                                 | Raytheon 200                   | Самолёт общего назначения                                            | 2             |                                                                                            |              |
| Вертолёты                                                       |                                |                                                                      |               |                                                                                            |              |
|                                                                 | Ми-35M-2                       | Транспортно-боевой вертолёт                                          | 10            |                                                                                            |              |
|                                                                 | Ми-26T-2                       | Транспортный вертолёт                                                | 3             |                                                                                            |              |
|                                                                 | Ми-17В-5                       | Транспортный вертолёт                                                | 38            |                                                                                            |              |
|                                                                 | Agusta A109A                   | Многоцелевой вертолёт                                                | 3             |                                                                                            |              |
|                                                                 | Bell Helicopter Textron 205A1  | Многоцелевой вертолёт                                                | 2             |                                                                                            |              |
|                                                                 | Bell Helicopter Textron 206B   | Многоцелевой вертолёт                                                | 2             |                                                                                            |              |
|                                                                 | Bell Helicopter Textron 412    | Многоцелевой вертолёт                                                | 12            |                                                                                            |              |
|                                                                 | Bell Helicopter Textron UH-1H  | Многоцелевой вертолёт                                                | 3             |                                                                                            |              |

## Знаки различия

### Генералы и офицеры
| Категории               | Генералы        | Генералы          | Генералы            | Генералы           | Старшие офицеры | Старшие офицеры  | Старшие офицеры | Младшие офицеры | Младшие офицеры   | Младшие офицеры |
| ----------------------- | --------------- | ----------------- | ------------------- | ------------------ | --------------- | ---------------- | --------------- | --------------- | ----------------- | --------------- |
|                         | 30px            | 30px              | 30px                | 30px               | 30px            | 30px             | 30px            | 30px            | 30px              | 30px            |
| Венесуэльское звание    | General en Jefe | Mayor General     | General de División | General de Brigada | Coronel         | Teniente Coronel | Mayor           | Capitan         | Primer Teniente   | Teniente        |
| Российское соответствие | Генерал армии   | Генерал-полковник | Генерал-лейтенант   | Генерал-майор      | Полковник       | Подполковник     | Майор           | Капитан         | Старший лейтенант | Лейтенант       |

### Подофицеры
| Категории               | Подофицеры                 | Подофицеры            | Подофицеры                 | Подофицеры                 | Подофицеры                 | Подофицеры                  | Подофицеры                  | Подофицеры                  |
| ----------------------- | -------------------------- | --------------------- | -------------------------- | -------------------------- | -------------------------- | --------------------------- | --------------------------- | --------------------------- |
|                         | 30px                       | 30px                  | 30px                       | 30px                       | 30px                       | 30px                        | 30px                        | 30px                        |
| Венесуэльское звание    | Maestro Técnico Supervisor | Maestro Técnico Mayor | Maestro Técnico de Primera | Maestro Técnico de Segunda | Maestro Técnico de Tercera | Sargento Técnico de Primera | Sargento Técnico de Segunda | Sargento Técnico de Tercera |
| Российское соответствие |                            |                       |                            |                            |                            |                             |                             |                             |

### Сержанты и солдаты
| Категории               | Сержанты             | Сержанты             | Сержанты                  | Сержанты                  | Сержанты                  | Сержанты         | Сержанты         | Солдаты        | Солдаты      | Солдаты     | Солдаты      |
| ----------------------- | -------------------- | -------------------- | ------------------------- | ------------------------- | ------------------------- | ---------------- | ---------------- | -------------- | ------------ | ----------- | ------------ |
|                         | 30px                 | 30px                 | 30px                      | 30px                      | 30px                      | 30px             | 30px             | 30px           | 30px         | 30px        |              |
| Венесуэльское звание    | Sargento Supervisor  | Sargento Ayudante    | Sargento Mayor de Primera | Sargento Mayor de Segunda | Sargento Mayor de Tercera | Sargento Primero | Sargento Segundo | Cabo Primero   | Cabo Segundo | Distinguido | Soldado Raso |
| Российское соответствие | Старшина 1-го класса | Старшина 2-го класса | Сержант-майор 1-го класса | Сержант-майор 2-го класса | Сержант-майор 3-го класса | Сержант          | Младший сержант  | Старший капрал | Капрал       | Ефрейтор    | Рядовой      |